# 谷口安定
谷口 安定（たにぐち やすさだ、天保9年2月10日〔1838年3月5日〕 - 明治29年〔1896年〕6月2日）は、越前国福井藩（現越前市）出身の教育者。名は安定。字は堯民。通称は勘策、瀬左衛門、黙三、一学など。号は蕉陰、鬼岳など。郷土の越前市では「あんていさん」として親しまれている。

## 経歴
福井城下の府中（現越前市）で生まれる。父の谷口馳右衛門松軒（谷口松軒）は11石2人扶持という福井藩の小役人であり、安定は長男だった。嘉永6年（1853年）から福井藩の藩校立教館で沖薊斎に学んでいたが、江戸に留学して若山勿堂に学び、22歳で塾長に推された。文久元年（1861年）に帰郷して立教館の助教授となったが、翌文久2年（1862年）には再び江戸に留学して中村敬宇や村上英俊に学んだ。慶応元年（1865年）に帰郷して立教館の教授となり、家塾でも子弟を教育したが、1870年（明治3年）の武生騒動の際には福井で獄舎につながれた。
1874年（明治7年）からは大蔵省、元老院、外務省などに勤務し、1882年（明治15年）には輔仁会学舎（越前国出身学生寄宿舎）の監督、1886年（明治19年）には駒場農学校（現東京大学農学部）教授となった。1889年（明治22年）には父の谷口松軒とともに編纂した国語辞典『魁本大字類苑』が刊行された。1893年（明治26年）に帰郷し、1895年（明治28年）には福井県尋常中学校（現福井県立藤島高等学校）に勤務して倫理や漢文を教えた。また進修小学校（現武生市立武生東小学校）の初代校長を務めた。
安定は性的に淡泊な人物だったが、矢放村の谷口次郎兵衛の娘をめとって3男5女を儲けた。長男は早死にしたため次男の元治郎が安定のあとを継いでいる。1896年（明治29年）6月2日、肺を患って死去した。享年59。墓所は武生町（現越前市）稲寄町の妙稲寺。谷口の遺族は武生町に蔵書約400冊を寄贈している。1909年（明治42年）には皇太子の行啓を記念して、谷口の寄贈本を核として進修図書館（現越前市立図書館）が開館した。